# Myiopagis flavivertex
El fiofío coroniamarillo (Myiopagis flavivertex), también denominado fío-fío de corona amarilla (en Perú), bobito corona amarilla (en Venezuela) o elenita coroniamarilla (en Ecuador), es una especie de ave paseriforme de la familia Tyrannidae perteneciente al género Myiopagis. Es nativo del norte de América del Sur.

## Distribución y hábitat
Se distribuye de forma disjunta. Muy localmente en el noreste y sur de Venezuela a oriente de la cuenca del río Orinoco (noreste de Monagas hacia el sur hasta Delta Amacuro, Amazonas) y extremo este de Colombia (noreste de Guainía); en Guyana, Surinam, Guayana francesa y en la Amazonia brasileña a lo largo del río Amazonas (Amazonas hacia el este hasta Pará y Amapá, hacia el sur a lo largo del río Madeira hasta el norte de Rondônia), y en el noreste de Ecuador (Sucumbíos, norte de Orellana) y noreste de  Perú (este de Loreto, Ucayali).
Esta especie es considerada poco común en su hábitat natural, el estrato medio y bajo de bosques de várzea y selvas pantanosas, por debajo de los 300 m de altitud.

## Descripción
Mide entre 12,5 y 13 cm de longitud y pesa 12 g. Por arriba es de color oliváceo, más oscuro en la corona con una lista de color amarillo brillante (casi siempre oculta) y la región supraloral blanquecina; las alas son oscuras con dos prominentes barras amarillas. La garganta y el pecho son oliva grisáceo; el vientre amarillo pálido. Puede parecer desprolijo; generalmente es identificado por su hábitat y voz mucho más que por su apariencia.

## Comportamiento
Es encontrado solitario o en pares; se encarama bastante derecho en su percha en el interior del bosque. Generalmente no se junta a bandadas mixtas.

### Alimentación
Su dieta consiste de insectos.

### Vocalización
Su canto, diferenciado, es un explosivo, agudo y espinoso «yiiír-yiir-yiir-yiu» repetido a cada largos intervalos; puede variar para un rápido «yíu-yiyiyiyiyiyiyiu-yiu».

## Sistemática

### Descripción original
La especie M. flavivertex fue descrita por primera vez por el zoólogo británico Philip Lutley Sclater en 1887 bajo el nombre científico Elainea (error) flavivertex; la localidad tipo es «Cachiboya, alto Ucayali, Perú.».

### Etimología
El nombre genérico femenino «Myiopagis» se compone de las palabras del griego «muia, muias» que significa ‘mosca’, y «pagis» que significa ‘atrapar’; y el nombre de la especie «flavivertex», se compone de las palabras del latín «flavus» que significa ‘amarillo, amarillo dorado’  y «vertex, verticis» que significa ‘corona de la cabeza’.

### Taxonomía
Probablemente sea pariente cercana a Myiopagis viridicata. Es monotípica.